# Cosmosoma nicippe
Cosmosoma nicippe là một loài bướm đêm thuộc phân họ Arctiinae, họ Erebidae.